# Ross Grimsley (baseball, 1922)
Pour son fils joueur de baseball, voir Ross Grimsley.
Ross Albert Grimsley, Sr. (né le 4 juin 1922 à Americus, Kansas et mort le 6 février 1994 à Memphis, Tennessee) est un ancien joueur américain de baseball.
Lanceur gaucher, il joue dans la Ligue majeure de baseball en 1951 avec les White Sox de Chicago. Son fils, aussi nommé Ross Grimsley et également lanceur gaucher, a joué dans le baseball majeur de 1971 à 1982.  
Ross Grimsley, Sr. apparaît dans 7 matchs pour les White Sox de 1951, chaque fois comme lanceur de relève. Sa moyenne de points mérités s'élève à 3,86 avec 8 retraits sur des prises et 10 buts-sur-balles accordés en 14 manches lancées. Son premier match dans les majeures est disputé le 3 septembre 1951 et son dernier le 30 septembre suivant. Il est essentiellement joueur de ligues mineures et joue professionnellement de 1946 à 1961.